# Слобідський район
Слобідський райо́н (до 2016 року — Комінтернівський) — один із 9 районів Харкова, розташований у південній частині міста.

## Загальні відомості
Район утворений 8 березня 1940 року. Площа становить 7,9 % загальної території м. Харкова. Межує з Основ'янським, Салтівським, Немишлянським та Індустріальним районами.
Промислові території та залізниця займають близько 15 % території району, житлові мікрорайони — 30 %, інше — дороги, ринки, лісонасадження, ігрові майданчики, відводи тощо. Довжина району з півдня на північ — 8,7 км і зі сходу на захід — 3,75 км. Значна частина озеленена парками та скверами, найбільший із них — парк Машинобудівників площею близько 100 га.
По межам району проходять дві міські магістралі: проспекти Героїв Харкова і Гагаріна, а всередині району — проспекти Льва Ландау та Байрона. Загальна довжина доріг — 966 тис. м².
За кількістю населення район займає п'яте місце в міському рейтингу, після Салтівського, Шевченківського, Київського і Індустріального районів.
17 травня 2016 року розпорядженням голови Харківської обласної державної адміністрації був перейменований у «Слобідський».

## Історія
Тривалий час територія нинішнього Слобідського району перебувала далеко за околицями Харкова і фактично не мала безпосереднього відношення до міста. Тут вели своє сільське господарство мешканці Харкова та прилеглих сіл.
Межі майбутнього району почали формуватися від кріпосної Московської проїзної вежі, де йшла дорога на Москву (після Громадянської війни перейменована в проспект Сталіна, пізніше — Московський проспект, нині — проспект Героїв Харкова), що стала північною межею Слобідського району.
Іншою межею району є проспект Гагаріна, раніше — Зміївська вулиця, ще раніше — Зміївський шлях. У ІІ половині XVII сторіччя вона з'єднувала Харків з Зміївом.
На південний схід вела Таганрозька дорога, що пізніше перетворилася в Петинську вулицю (нині вулицю Георгія Тарасенка), яка одержала свою назву на честь колезького радника Петина, що перейшло потім на розташований навколо її район — Петинку.
Вулиця Молочна (колишня Кірова) до середини XIX ст. була фактично межею міста. Ближче до середини XIX сторіччя почалася поступова забудова південної сторони Молочної вулиці: з'являються невеликі підприємства — пивоварний, алебастровий і горілчаний заводи. Тут сформувався постійно діючий Кінний ринок, що згодом вийшов на друге місце в місті за значенням і обсягами після Благовіщенського.
Аж до 80-х рр. XIX століття Петинка — зародок майбутнього Слобідського району — не була досить щільно заселена. Зміни наступили, коли район був перетнула залізниця.
Будівництво вело Товариство Південно-Східних залізниць. Найбільшої із них була Балашовсько-Харківська лінія довжиною 623,5 верст, відкрита для руху 17 грудня 1895 р. У цьому ж році було завершене будівництво залізничної станції «Харків-Балашовський» із вокзалом і залізничними майстернями.
Уже восени 1895 р. на окраїні міста, поблизу Петинської вулиці, розгорнулися будівельні роботи. На майданчику майбутнього машинобудівного заводу трудилися 1700 робітників. Уряд підтримав починання, виділивши державне замовлення на виготовлення 480 товарних паровозів протягом шести років. Так був створений Харківський паровозобудівний завод.
Багато хто з робітників, що працювали на будівництві ливарного, модельного, паровозозбирального, ковальського та котельного цехів, електростанції, головної контори та інших об'єктів, потім прийшли працювати в ці ж цехи. Селилися вони переважно поблизу заводу, давши району назву, що міцно зміцнилася за ним, — робоча Петинка.
Крім виробничих корпусів, тут з'явилися й перші значні житлові будинки: будинок на 24 квартири для сімей майстрів, перший робочий «гуртожиток» — будинок для неодружених робітників на 100 ліжок.
5 грудня 1897 р. ХПЗ випустив свій перший паровоз.
1898 р. на території Петинки був заснований ще один металообробний завод (значно менший, ніж паровозобудівний), що випускав цвяхи, лопати, штампувальні ґрати — нині це завод ім. М. В. Фрунзе.
Ще однією подією було відкриття трамвайних колій — перша лінія харківського трамвая простягнулася Петинською вулицею. 3 липня 1906 р. був урочисто відкритий рух від Павловської площі (нині пл. Рози Люксембург) до кінця Петинської вулиці до Балашовського вокзалу. Після завершення будівництва ще трьох ліній цьому маршруту був наданий перший номер.
До революції єдина їдальня була на ХПЗ, кількість шевців, кравців, перукарів можна було перерахувати на пальцях однієї руки. Єдиним навчальним закладом, крім ремісничого училища, була початкова парафіяльна школа. Її відкрили для дітей робітників на свої кошти хазяї ХПЗ за сприяння училищної комісії Харківської міської думи. До 1917 р. у ній навчалися 180 осіб. Потім до 1917 р. було відкрито 19-те міське парафіяльне училище в районі Кирило-Мефодіївського цвинтаря (район стадіону «Металіст»).
Медичне обслуговування в районі можна було одержати тільки на ХПЗ. 1903 р. були побудовані заводська поліклініка та лікарня. Три роки потому вона мала 20 ліжок, у ній працювали два лікарі і три фельдшери.
Центром культурного життя робітників Петинки та й усього міста був Народний будинок, що розташовувався на Кінній площі (на місці нинішнього ПК ХЕМЗ, зараз це територія Салтівського району Харкова).
Народний будинок був відкритий 2 лютого 1903 р. Тут працювала бібліотека.
Особливу роль у житті всього Харкова й особливо Петинського району відіграв робочий клуб, споруджений на вул. Петинській (нині ПК «Металіст» ДП «Завод ім. Малишева»).
На початку 1915 р. на території району (вул. Державінська) підприємцем Липовським була організована текстильна фабрика, названа «Велика державинська мануфактура». 1916 р. на Петинській вулиці була заснована чавуноливарна майстерня. Після революції на її базі був створений великий машинобудівний завод, пізніше — підприємство з виробництва холодильних машин.
На території Петинки в цей час були також розташовані заводи: котельний, підвісних дротових канатних доріг фірми Блейхерта й Ейхнера (Харків-Лейпциг). Останній розташовувався на вул. Корсиковській напроти заводу Гельферих-Саде. Зараз це територія Харківського велосипедного заводу ім. Петровского. На базі існуючого по правій стороні Петинської вулиці лісопильного виробництва в післяреволюційний час був створений меблевий комбінат ім. Щорса. 1916 рік також став датою народження миловарного заводу.
Світова війна стала завершальним етапом дореволюційної історії Петинки — майбутнього Слобідського району.

## Промисловість і торгівля
За даними обласного управління статистики в реєстрі промислових підприємств району зареєстровано 52 суб'єкти господарської діяльності. На підприємствах переробної промисловості у 2006 році було задіяно понад 18 тис. осіб.
У структурі промисловості району — вісім провідних галузей:
1. Машинобудівний комплекс — 26,4 % — включає три основні підгалузі:
- виробництво машин і устаткування, де основними виробниками є: ДП «Завод ім. Малишева» (спеціальна техніка і двигуни до неї, сільськогосподарські машини, дизелі і дизель-генератори та інші); АТ «Завод ім. Фрунзе» — (полотна ґратовані, сітки тощо); АТ «Будгідропривід» — (виготовлення та експлуатація гідроприводів об'ємного регулювання, гідропомп, устаткування для сільськогосподарського і будівельного комплексів тощо);
- транспортне машинобудування, де основним виробником є АТ «ХВЗ ім. Петровського» — послуги з виробництва різних моделей і модифікацій велосипедів;
- виробництво електричного та електронного устаткування — ДП «ХРЗ» і ДП «З-д „Радіореле“» — релейна техніка.

2. Харчова і переробна промисловість — 53,3 %, де основними виробниками є підприємства, що входять до складу корпорації «Техноком»: ТОВ «Техноком», ТОВ «ЕФ-ДЖІ-ФУД», ТОВ «Харпродукт» — виробництво харчових концентратів.
3. Хімічна і нафтохімічна промисловість — 11,2 % (АТ «Стома» — медична техніка і лікарські препарати).
4. Легка промисловість — 2,6 % (Качанівська ВТК № 54, ТОВ «Протекс»).
5. Целюлозно-паперова і поліграфічна промисловість — 2,1 % (ТОВ «Паксервіс» і ТОВ «Учбовий друк»).
6. Виробництво неметалічних мінеральний виробів (будівельних матеріалів) — 1,2 % (АТ «ЖБК» і ТОВ «С. К. С. М.»).
7. Металургія і обробка металів — 0,5 % (ДП «МК СКСМ» і ТОВ «Блиск»).
8. Інші виробництва, не віднесені до інших галузей — 1,2 % (АТ «Харківдерев» і АТ «Втормет»).

## Освіта та наука
У 2006 році діє мережа навчальних закладів:
- 19 загальноосвітніх шкіл в тому числі: два ліцеї: №46,№112; 3 гімназії № 82, 83, 178; 2 спеціалізовані школи — № 77, 114;

Технічний ліцей № 173; 6 приватних шкіл; Дитяча школа мистецтв; Спортивна школа (ДЮСШ — 6);
- 14 дитячих дошкільних установ;
- 3 позашкільні установи, в тому числі: Станція юних техніків; Центр дитячої творчості.

У школах комунальної власності функціонують 522 класи із загальною кількістю учнів — 13713 чол., середня наповнюваність 26,3 чол. при середній наповнюваності по місту 28 чол.
У 6-ти приватних школах — 50 класів, 530 учнів і 11 дошкільних груп (165 дітей).
У 14 дитячих дошкільних установах 130 груп, які відвідують 2627 дітей. У складі НВК № 112 — 9 груп, в яких 167 дітей. Всього в районі 139 груп, які відвідують 2794 дитина. Середня наповнюваність 20,1 чол.
На базі дошкільних установ функціонує чотири 1-і класи, де навчається 78 учнів.
На території району розташований Національний університет внутрішніх справ, діють наукові установи — КП «ХКБМ ім. О. О. Морозова», ВАТ «ХНТК», ВАТ ХДКТБ холодильних машин, КП «ХКБД».

## Культура та туризм
Надання послуг населенню у сфері культури здійснюється 11 закладами культури:
- 6 публічних бібліотек, із книжковим фондом 370,4 тис. екземплярів, обслуговують більш ніж 25 тис. читачів;
- Парк культури та відпочинку Машинобудівників, розташований на 70 га, приймає понад 8 тис. відвідувачів на рік.
- Дитяча школа мистецтв № 5 об'єднує 408 дітей та підлітків на 4 відділеннях: музичному, театральному, хореографічному, художньому;
- Палац культури «Металіст» ДП «Завод ім. Малишева».

## Охорона здоров'я
На території району розташовано 12 медичних установ на 1315 ліжко-місць, із них:
- Міська поліклініка № 21,
- Міська поліклініка № 19,
- Міська дитяча поліклініка № 1,
- Міська стоматологічна поліклініка № 2,
- Шкірно-венерологічний диспансер № 13,
- Міська лікарня № 13 — 305 ліжок,
- Обласна клінічна інфекційна лікарня № 22 — 240 ліжок,
- Обласна клінічна дитяча інфекційна лікарня № 8 — 350 ліжок,
- Диспансерне протитуберкульозне відділення № 4 міського ПТД № 1 — 120 ліжок,
- Міський дитячий спеціалізований санаторій № 6 — 100 ліжок,
- Обласний наркологічний стаціонарний комплекс — 200 ліжок,
- Стоматологічна госпрозрахункова поліклініка «Лія».

У системі охорони здоров'я задіяно 352 лікаря всіх спеціальностей і 616 чол. середнього медичного персоналу. Кількість обслуговуваного населення 123,6 тис. чол., із яких — 83,5 % — дорослий контингент.
Розгорнуто і стабільно функціонує в 19-й поліклініці відділення лікарів загальної практики — сімейної медицини на 8 дільницях. У 1-й дитячій поліклініці на базі придбаних комп'ютерних програм організований процес корекції зору у дітей.
У 19-й поліклініці реконструйований кабінет спелеотерапії для лікування хворих із захворюванням верхніх дихальних шляхів. На базі нового лабораторного устаткування «фотозаходів» проводиться визначення холестерину в крові.

## Житлове господарство
Житловий сектор:
- місцевих рад — 618 будинків загальною площею — 2998,4 тис. м²;
- відомчий — 7 буд. Багатоповерхових заг. пл. — 2,8 тис. м². та 10 буд. одноповерхових — заг. пл. — 0,7 тис. м²;
- ЖБК — 67 буд. заг. пл. 270,0 тис. м²;
- ОСББ — 34 буд. заг. пл. 98,2 тис. м²;
- приватний сектор — 2730 приватних домоволодінь.